# 人見蕉雨
人見 蕉雨（ひとみ しょうう）、ないし、人見 蕉雨斎（ひとみ しょううさい、1761年（宝暦11年）- 1804年（文化元年））は、江戸時代の日本の国学者、出羽国久保田藩の藩士。名は寧、ないし、藤寧。字は子安、通称は常治、ないし、但見とされる。
様々過去の記録や伝聞を書きとどめた著書を残し、特に『黒甜瑣語（こくてんさご）』などで知られる。
数え44歳で没し、善長寺に葬られた。

## 著書
『黒甜瑣語』のほか、『蕉雨斎吟稿』、『久保田城中年中行司』、『秋田紀麗』などが残されている。
これらを収録した印刷本として、『人見蕉雨集 第1冊〜第5冊』が1968年に秋田魁新報社から刊行されている。